# Jämställdhetslagen (Finland)
Jämställdhetslagen är en finländsk lag som trädde i kraft 1987 och som syftar till att öka jämställdheten mellan kvinnor och män. 
Lagen förbjuder direkt eller indirekt könsdiskriminering och syftar till att förbättra kvinnans ställning i arbetslivet. Lagen förbjuder diskriminering i arbetsplats- och utbildningsannonser samt ger den som har utsatts för diskriminering i arbetslivet rätt att söka gottgörelse. Lagen förpliktar myndigheterna att arbeta för jämställdhet och förutsätter att det i statliga och kommunala organ skall finnas kvinnor och män representerade till minst 40% vardera, om inte särskilda skäl talar för något annat. Jämställdhetslagen förnyades 1995. Då infördes en paragraf om könskvotering i statliga kommittéer, delegationer och andra motsvarande statliga organ samt i kommunala organ, med undantag för kommunfullmäktige. 
Jämställdhetsombudsmannen har som uppgift att övervaka att jämställdhetslagen följs,

## Hällor
- Katriina Honkanen: Jämställdhetslagen (Finland) i Uppslagsverket Finland (webbupplaga, 2012). CC-BY-SA 4.0